# François Lo Jacomo

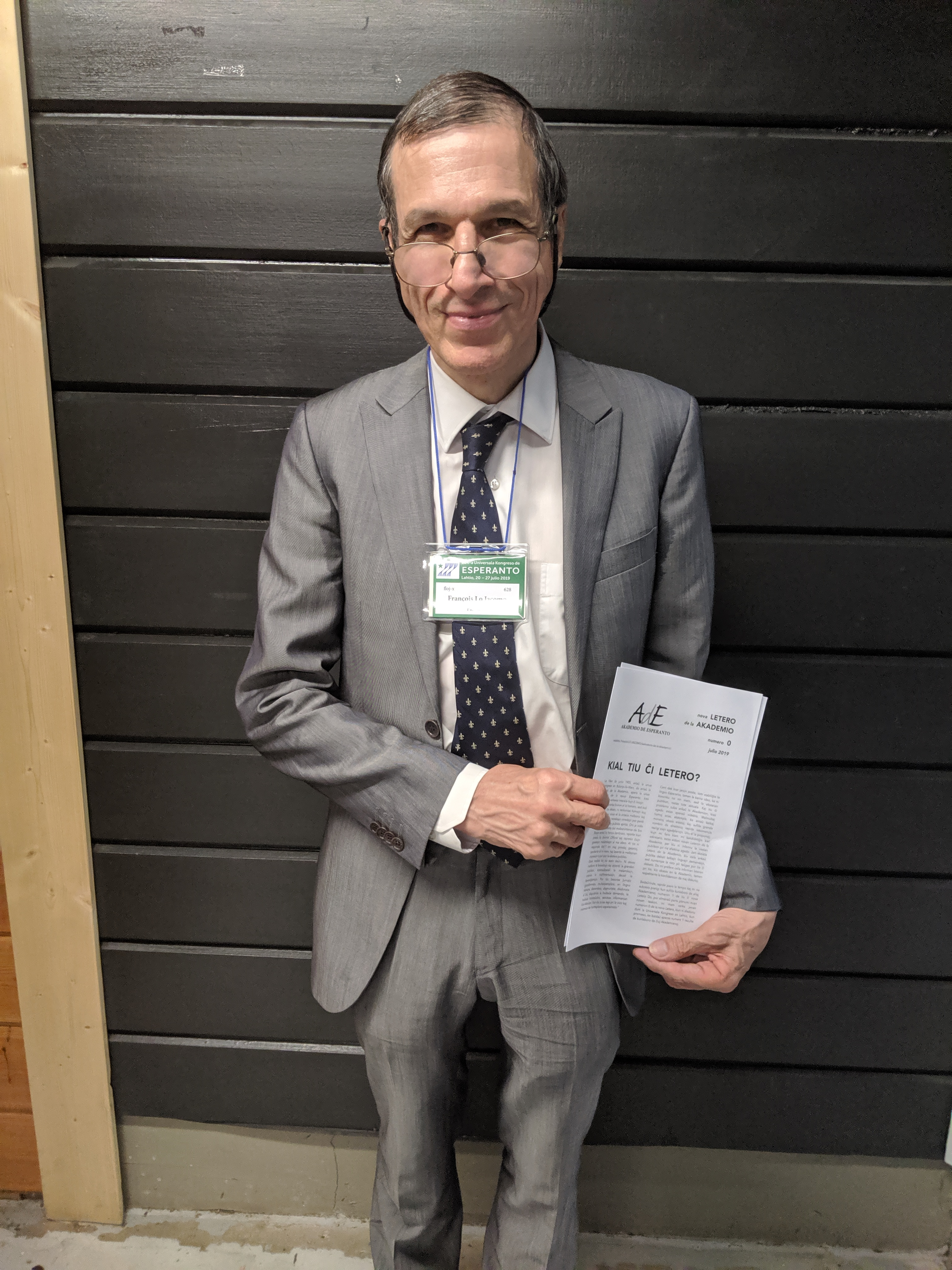
François Lo Jacomo - Dum Reino Unido - 2019

François LO JACOMO (Neuilly-sur-Seine, França, 26 de novembro de 1954) é um matemático, cientista da computação e linguista. Converteu-se ao Esperanto em 1971 e desempenhou um papel no movimento esperantista em vários níveis. Em 1989, tornou-se membro da Academia de Esperanto. (Seu mandato atual terminará em 2025.)

## Vida pessoal
Profissionalmente, entre 1978 e 1986, lecionou matemática em uma turma de pós-bacharelado, em Arras. Mais tarde, tornou-se engenheiro de computação em uma empresa privada por vinte anos, e voltou a ser professor de matemática em 2013. Desde 1998, como membro do conselho da associação matemática francesa Animath, é um dos responsáveis pelos treinamentos para a Olimpíada Internacional de Matemática. Ele conheceu Saša Sirovec, uma esperantista croata, em 1978, e eles se casaram em 1991. Seus dois filhos conhecem Esperanto, pois desde 2004 participam de congressos infantis. No entanto, o Esperanto nunca foi uma língua materna. Ele também conheceu sua atual parceira, Nathalie Kesler (nascida na Coreia com o nome coreano OH So Yun, abreviadamente Soj) graças ao Esperanto (em Grésillon em 2014).

## Vida esperantista
Ele ouviu falar do esperanto porque seu pai, médico, era amigo de longa data do filho do esperantista Jean Couteaux. Em fevereiro de 1971, recebeu seu primeiro livro sobre Esperanto escrito por Pierre Delaire. Desde 1973, vem participando regularmente de Congressos Universais, foi co-fundador da Associação Internacional de Matemáticos Esperantistas em 1974 e continuou a frequentar Greziljon.
Graças ao esperanto, sentiu-se atraído por outras línguas: começou a aprender chinês em 1971. Ficou impressionado, em novembro de 1974, com o primeiro curso de linguística de André Martinet . Ele rapidamente decidiu obter dele um doutorado em Esperanto: Liberdade ou autoridade no desenvolvimento do Esperanto (1981). Durante vários anos foi secretário da associação linguística SILF (Société Internationale de Linguistique Fonctionnelle) fundada por Martinet, participou em congressos internacionais de linguistas em 1982 (Tóquio) e 1987 (Berlim Oriental), tornou-se até um dos dois delegados franceses no Comitê Permanente Internacional de Lingüistas. No entanto, ele nunca concluiu um segundo doutorado (estadual) com Claude Hagège, e nunca encontrou uma posição em linguística. Em Grésillon, a partir de 1972, passou nos três primeiros exames do Instituto Francês de Esperanto (Franca Esperanto-Instituto, FEI), e depois lecionou durante vários anos em Cherizejo, sede do Esperanto-France (organização nacional do esperanto na França, fundada em 1898). Tornou-se diretor dos exames do Franca Esperanto Instituto (FEI). Teve um papel importante na renovação destes exames, sendo hoje examinador dos exames de Francês, ILEI - e KER. Em 2010, tornou-se presidente (em 2019 foi vice-presidente) da Casa Cultural do Esperanto, Kastelo Greziljono, e pouco tempo depois, voltou a lecionar Esperanto, após uma longa interrupção.
Desde 1976 faz representações e atua no TESPA (Teatro Esperanto de Paris), com por exemplo Georges Lagrange e Michel Audibert . Foi presidente da Organização Juvenil Esperanto Francesa ( JEFO ) (1978–1980), membro do comitê da UEA (1978–1986), ativista na UFE (comitê de recrutamento e relações com a UNESCO ). Em 1985, participou na organização de um simpósio de três dias na UNESCO sobre Multilinguismo e Comunicação, e István Szerdahelyi convidou-o para representar o ILEI na UNESCO. Dez anos depois, participou na defesa da UEA e do ILEI, quando a UNESCO decidiu afastar metade das suas associações parceiras. Tornou-se um dos representantes da UEA na UNESCO e co-organizou conferências sobre Esperanto lá em 2008 e 2017. Ele lecionou em vários Congressos de Esperantologia desde o início. Ele também entrevistou celebridades (André Martinet, Umberto Eco, Claude Hagège) sobre o Esperanto.
Em 2022 participou no 8.º Congresso Africano de Esperanto no Senegal, onde proferiu uma palestra sobre a UNESCO e as relações da UEA e do ILEI com aquela organização internacional.

## Obras escritas

### Em Esperanto
- Mathematics Translimen, revista da Associação Internacional de Matemáticos Esperantos, editor desde o início (1976–1983).
- O número áureo, no IKU-libro de 2020 .[1]

### Em outras línguas
- Liberté ou autorité dans l’évolution de l’espéranto, Pisa (Edistudio), 1981. Uma tradução japonesa apareceu em 1992 por Yoshiaki Mizuno.
- Plurilinguisme et communication, (Ed. Lo Jacomo), Paris (Selaf), 1986.
- Dizdarević, Zlatko. Rakontoj pri Sarajeva Sieĝo. (a partir da tradução francesa de Saša Sirovec), 1993.
- Olympiades Internationales de Mathématiques 1988–1997, Marselha (Editions du Choix), 1998 (coautor com Jean-Pierre Boudine e Roger Cuculière).
- Visualiser la quatrième dimension, Paris (Vuibert), 2002. Uma segunda edição apareceu apenas oito meses depois da primeira. Alguns anos depois, Etienne Ghys lançou um DVD sobre o mesmo assunto.
- Na década de 1990, editor da coluna "Problèmes" da revista da associação francesa de professores de matemática: Bulletin de l'APMEP publicada em Paris.
- Três entrevistas: de André Martinet (entrevista com Detlev Blanke em 1987, publicada em 1991 na revista alemã Zeitschrift für Phonetik, Sprachwissenschaft und Kommunikationsforschung, no. 44, p. 675-687), Umberto Eco (entrevista com István Ertl em 1993, apareceu em 1996 como um Documento de Esperanto da UEA) e Claude Hagège (uma entrevista filmada por Axel Rousseau em 2004, apareceu em 2006 como um Documento de Esperanto da UEA, e vários anos depois como um filme em CD ). Várias traduções dessas entrevistas em idiomas nacionais foram publicadas.
- E se todos os direitos estivessem orientados? , em: La droite, HS n° 59, Bibliothèque Tangente. Paris (Pólo de Edições), 2017, p. 96-99. Durante vinte anos, Lo Jacomo colabora com a revista matemática francesa Tangente e nela fez diversas contribuições.